# Moerasvoetbal

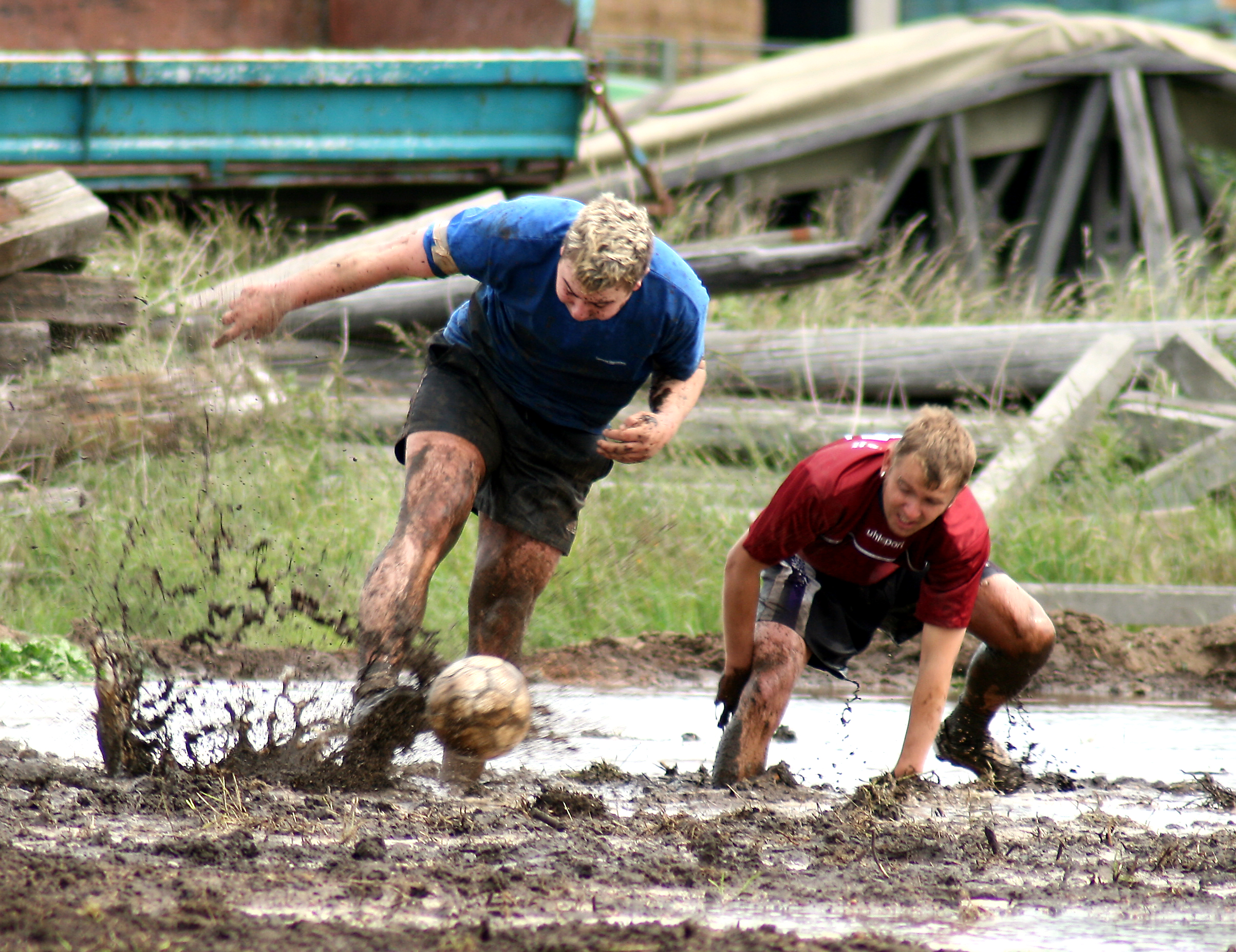
Moerasvoetbal

Moerasvoetbal of moddervoetbal is een variant op het gewone voetbal en wordt gespeeld op moddervelden en moerassen. Moerasvoetbal vindt zijn oorsprong in de moerassen van Finland. Toen eind jaren negentig atleten en soldaten daar trainden in de moerassen, besloten zij om voor de afwisseling ook eens te voetballen op een moerassige en modderige ondergrond. Dit beviel hun uitstekend en het moerasvoetbal was ontstaan. Het eerste georganiseerde kampioenschap vond plaats in 1998 en was een idee van Jyrki Väänänen. Tegenwoordig zijn er wereldwijd ongeveer 260 moerasvoetbalelftallen.
Het wereldkampioenschap moerasvoetbal werd voor het eerst in 2000 georganiseerd in Hyrynsalmi in het noorden van Finland. Aan de wereldkampioenschappen moerasvoetbal in 2005 namen ongeveer 5000 voetballers deel. Het Europees kampioenschap moerasvoetbal vond plaats in Ísafjörður in het noordwesten van IJsland.
De Rode Modderduivels, de Belgische nationale moerasvoetbalploeg, nam voor het eerst deel aan een officieel kampioenschap in juni 2006 en werd in het Schotse Dunoon meteen kampioen.
Na De Rode Modderduivels ontstonden nog twee officiële moddervoetbalploegen die regelmatig wedstrijden speelden: De Vuile Was en De Modderaars. De Rode Modderduivels waren echter de enige Belgische moddervoetbalploeg die permanent een moddervoetbalveld hadden, in het Limburgse dorp Eksel. Dit modderveld bleef tot 2016 de thuisbasis van de Rode Modderduivels, tot het einde van hun bestaan. Sinds 2021 is Roompot Park Eksel gevestigd op de locatie van het vroegere modderterrein.

## Spelregels
De standaardvoetbalregels zijn aangepast aan de specifieke eisen van deze nieuwe sport:
- Een wedstrijd duurt tweemaal 12 minuten tot tweemaal 20 minuten.
- er dienen 6 spelers per ploeg op het veld te staan, waaronder minstens 2 vrouwen per ploeg.
- Schoenen mogen tijdens de wedstrijd niet vervangen worden.
- Er bestaat geen buitenspelregel.
- Spelers kunnen doorlopend vervangen worden.
- duwen en trekken mag, maar geweld (slaan/schoppen tegen personen) mag niet.